# Lac Olga
Lac Olga är en sjö i Kanada.   Den ligger i regionen Nord-du-Québec och provinsen Québec, i den östra delen av landet, 500 km norr om huvudstaden Ottawa. Lac Olga ligger 253 meter över havet. Arean är 81 kvadratkilometer. Den sträcker sig 11,7 kilometer i nord-sydlig riktning, och 17,2 kilometer i öst-västlig riktning.
I omgivningarna runt Lac Olga växer i huvudsak blandskog. Trakten runt Lac Olga är nära nog obefolkad, med mindre än två invånare per kvadratkilometer.